# 三浦為春
三浦 為春（みうら ためはる）は、安土桃山時代から江戸時代初期にかけての武将。三浦長門守家初代当主。

## 生涯
天正元年（1573年）、正木頼忠の子として相模国足柄下郡小田原（現在の神奈川県小田原市）で生まれる。母は北条氏隆の娘とされるが、北条氏尭の娘とも、田中泰行の娘（北条氏尭の養女、板部岡江雪斎の姉）とも、岡本氏とも伝わり諸説ある。妹蔭山殿は蔭山氏広と母との間に生まれた異父妹とも、冷川村百姓の娘などともいわれる。
祖父・正木時忠は三浦氏の末裔を称する安房正木氏の一族である勝浦正木氏の当主で、安房里見氏の家臣として上総国の勝浦城を任されていたが、永禄7年（1564年）に一時後北条氏に寝返っており、為春の出生時には父の頼忠が人質として後北条氏の本拠である小田原に滞在していた。天正3年（1575年）に伯父の正木時通が急死すると、父・頼忠は家督を継ぐため勝浦に帰還したが、為春はそのまま小田原の外祖父の許に留まり、天正14年（1586年）になってから帰還した。
豊臣秀吉の小田原征伐により後北条氏が滅亡すると、里見氏は惣無事令違反を理由に上総国・下総国を没収されたが、勝浦正木氏もこの頃までに里見氏に帰参していたため同様に領地を失い、安房に戻った。蔭山殿（養珠院）が新たに関東の支配者となった徳川家康の側室として寵愛を受けるようになると、為春は隠居した父に代わって慶長3年（1598年）に召し出され、3,000石を与えられた。また、家康から正木姓を改めて三浦姓に復することを許され、以後は三浦為春と名乗り、三浦氏の祖とされる三浦為通の官名に肖って長門守と称した。
慶長8年（1603年）に蔭山殿が産んだ家康の十男・長福丸（のちの頼宣）の傅役を命じられ、慶長13年（1608年）2月20日には常陸国内に5,000石を賜る。翌慶長14年（1609年）に頼宣が駿府藩50万石に転封されると、遠江国浜名郡に8,000石を領した。同年9月、家康の命を受け、前年に加藤清正の五女・八十姫と婚約していた頼宣の結納使となり、清正の領国である肥後国に下って納幣。大坂の陣では頼宣に従って出陣。戦後は頼宣と共に京都に滞在し、京都では日蓮宗（法華宗）の僧で不受不施派の祖となった日奥の教化を受けている。
元和5年（1619年）には紀州藩55万5,000石に転封された頼宣の紀伊入国に随行した。為春は紀伊国那賀郡貴志邑1万5,000石を治める「万石陪臣」となり、貴志城を築城している。寛永元年（1624年）に家督を嫡男の為時に譲って隠居。寛永3年（1626年）4月5日、従五位下長門守に任官。翌寛永4年（1627年）に了法寺で剃髪入道して遁庵定環と号する。慶安4年（1651年）には法号の妙善院日曜を大雲院日健に改めている。
承応元年（1652年）7月2日、死去。享年80。墓所は和歌山県和歌山市の了法寺。子孫は紀州藩（紀州徳川家）の家老を世襲し、三浦長門守家と呼ばれた。

## 人物・逸話
- 歌人・文化人としても知られており、書道や文学にも造詣が深かったとされる。ある年には女子のために仮名草子の『あだ物語』を作り、大覚寺門跡の空性法親王（後陽成天皇の弟）がこれを甥の後水尾天皇に見せたところ、後水尾天皇は感心して跋文（奥書）を書き入れたという[3]。他にも紀行文の『太笑記』や俳諧集の『野奸集』、『犬俤（いぬおもかげ）』などの作品が現存している。
- 日蓮宗の熱心な信者であり、晩年には常に法華経を読誦し、題目の書写を日課としたという[6]。元和9年（1623年）に亡父・正木頼忠の菩提を弔うために紀伊国那賀郡上野山村（現在の和歌山県紀の川市）に了法寺[注釈 2]を建立し、寛永4年（1627年）には江戸麻布桜田町（現在の東京都港区）に妙善寺を建立している。なお、両寺の開山は日蓮の生誕地にある誕生寺の第20世住職・日為が務めた。

## 系譜
- 父：正木頼忠
- 母：智光院（北条氏隆の娘）[2]
- 側室：良円院（篠子主計の娘）
  - 三男：三浦為時（三浦長門守家第2代当主）
- （生母不詳）
  - 長女：高松院（水野忠元室）
  - 長男：三浦為次（兵部、水戸徳川家家臣）
  - 次男：三浦為連（蔵人、駿河徳川家家臣）
  - 四男：正木為永（五郎右衛門、紀州徳川家家臣、孫に有馬氏倫）
  - 五男：正木為休（勝兵衛）
  - 六男：日性（堯印、本遠寺第3世住職）
  - 七男：三浦為利（小伝次）
  - 八男：正木為貞（庄太夫）
  - 次女：要法院（高松院の養女、水野勝重室）
  - 九男：正木為清（源右衛門）
  - 三女：究竟院（三浦為時の養女、蔭山宗将室）
  - 十男：三浦春澄（勘右衛門、紀州徳川家家臣）
  - 十一男：三浦為廉（喜兵衛、紀州徳川家家臣）

## 著作
- 『太笑記』 - 	『天理図書館綿屋文庫俳書集成 1 : 三浦為春集』（天理図書館綿屋文庫俳書集成委員会編、天理大学出版部、1994年）所収
- 『あだ物語』全2巻 - 『近世文学資料類従 仮名草子編 14』（近世文学書誌研究会編、勉誠堂、1974年）所収
- 『犬俤』
- 『野奸集』 - 『天理図書館綿屋文庫俳書集成 1 : 三浦為春集』（天理図書館綿屋文庫俳書集成委員会編、天理大学出版部、1994年）所収
- 『汚塵集』 - 『天理図書館綿屋文庫俳書集成 1 : 三浦為春集』（天理図書館綿屋文庫俳書集成委員会編、天理大学出版部、1994年）所収